# Mistrzostwa Rumunii w rugby union (1955)
Mistrzostwa Rumunii w rugby union 1955 – czterdzieste mistrzostwa Rumunii w rugby union.
W zawodach, które rozstrzygnęły się dopiero w ostatniej kolejce, triumfowała drużyna CFR Griviţa Roșie București. Końcowa kolejność:
1. CFR Grivița Roșie – 50 punktów
2. CCA – 49 punktów
3. Dinamo – 46 punktów